# Josep Irla
Josep Irla i Bosch (Sant Feliu de Guíxols, 24 de outubro de 1874 - Saint-Raphaël, 19 de setembro de 1958) foi um político catalão, e Presidente da Catalunha no exílio.
Foi o Presidente do Parlamento da Catalunha de 1938 a 1940.

## Primeiros Anos
Josep Irla i Bosch nasceu em 24 de outubro de 1874 em Sant Feliu de Guíxols, Baix Empordà.
Ele era o mais velho dos três filhos de Josep Irla i Rovira e Rita Bosch Anglada. Seu pai era um trabalhador que mais tarde abriu uma taberna conhecida como Cas Romagué. Seus irmãos mais novos eram Francesc (1881 a 1961) e Nicolau (1886 a 1943) com quem ele sempre mantinha um relacionamento muito próximo, compartilhando atividades políticas e de negócios. Ele trabalhou na estalagem de seu pai quando jovem. Ele estudou na Academia de Artes e Ofícios. Ele não seguiu nenhum estudo superior, mas através de muito trabalho e força de vontade obteve uma auto-educação profundamente assimilada.
Irla gradualmente entrou no mundo dos negócios e da política. Com seus irmãos, ele iniciou atividades industriais e comerciais em Sant Feliu de Guíxols. Ele criou a empresa Josep Irla & Co. usando a capital dos três irmãos. A partir desta base, eles abriram uma fábrica de rolhas de cortiça que foi estendida ao longo dos anos. Eles eram consignatários de barcos e possuíam uma escuna, com a qual comercializavam vinho e cortiça com Barcelona, atuando como despachantes aduaneiros. Em 1902, Irla casou-se com Florence Bas e Parent, também de Sant Feliu de Guixols e descendente de uma família de trabalhadores. O casal não tinha filhos, mas se eles tivessem dois afilhados, Encarnação, filha de camponeses de uma fazenda de Romany de la Selva, e Lola Aimerich, uma prima que ficou órfã.

## Começo da Carreira Política
Quando jovem, Irla seguiu a tradição da família e se identificou com o republicanismo federal. Ele e seu pai eram os condutores do Centro Federal Republicano Catalão de Sant Feliu de Guíxols. Eles também eram membros da Loja Maçônica. Seu irmão Francis foi o líder do semanário  'The Program' .

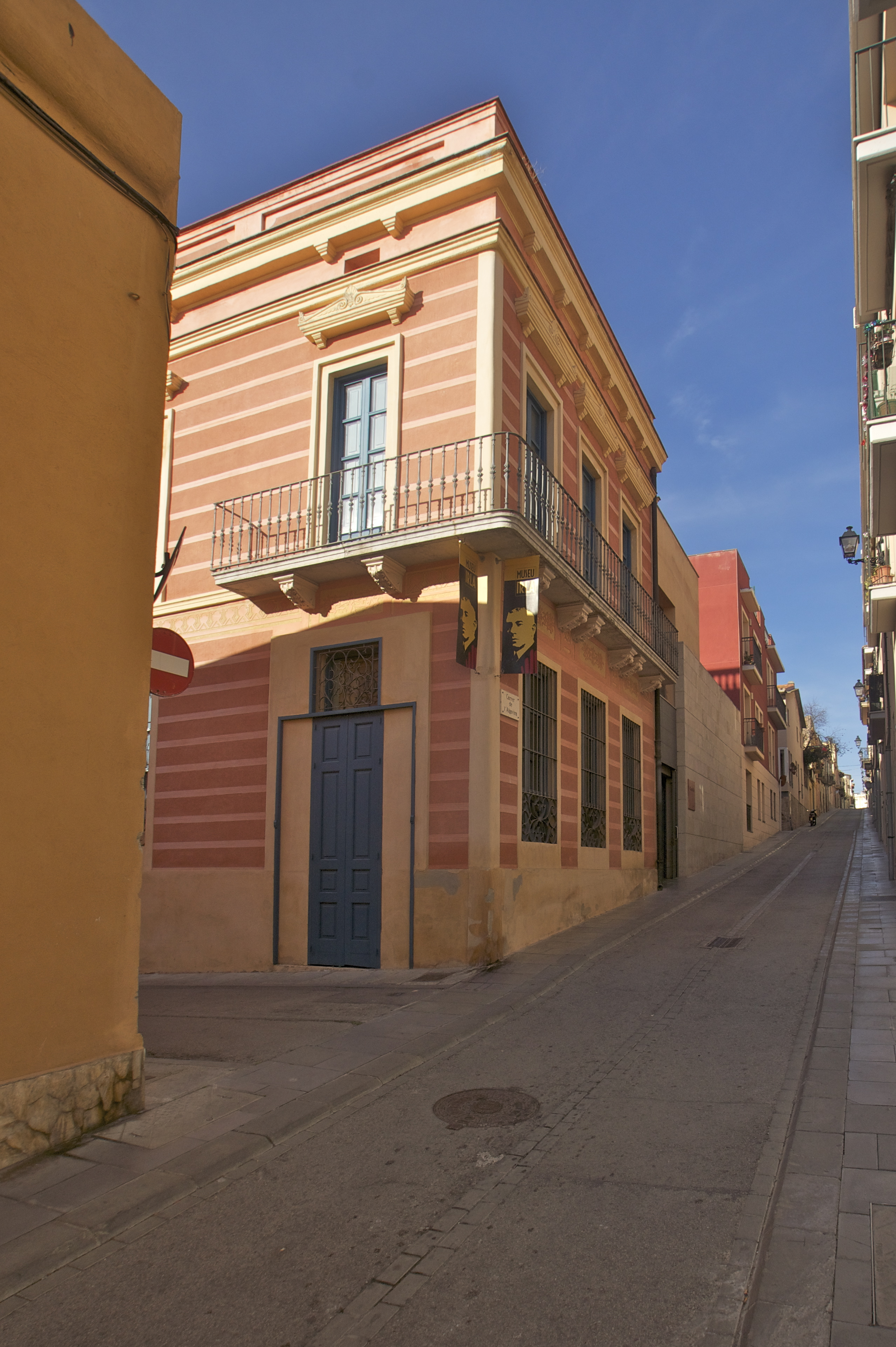
Museu de Josep em Sant Feliu de Guíxols

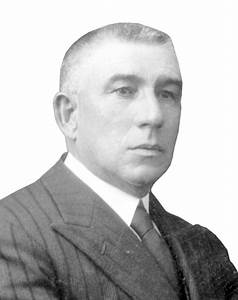
Josep Irla provalvelmente entre 1929 e 1939

Irla foi pioneiro do republicanismo catalão na região circundante. Em 1905, em uma eleição municipal, ele foi eleito vereador do município de Sant Feliu de Guíxols como candidato ao Centro Federal Republicano. Ele foi o segundo vice-prefeito e membro da Comissão do Governo. Após várias mudanças, tornou-se prefeito e presidiu a Câmara Municipal de 1906 a 1910.
Durante seu mandato, destacou a criação de serviços e obras públicas, assistência social, promoção da cultura popular e administração economicamente austera e portentosa, diante (com grande habilidade) dos danos sofridos no município durante as chuvas sofridas em 1908. Ele sempre acompanhou todos os eventos da vida política catalã e definiu um sentido nacionalista e progressista catalão. No início de 1911, ele participou do estabelecimento da União Federal Nacionalista Republicana, nas  regiões de Gerona e foi presidente do ramo local.
Após a morte de seu pai, então deputado provincial, ele foi apresentado à eleição provincial que foi chamada para preencher a vaga no distrito de La Bisbal. Ele conseguiu a nomeação sem eleição por falta de oponentes. Nas eleições provinciais de 1913, ele foi escolhido como vice novamente, e aconteceu até 1923, com a chegada da ditadura de Primo de Rivera, fornecido pelo Distrito de La Bisbal De seu cargo de deputado, ele se envolve na instituição governamental: a Comunidade da Catalunha. Ele foi um dos principais contribuintes do primeiro presidente da Comunidade da Catalunha, Enric Prat de la Riba, e após sua morte, continuou a ocupar cargos de grande responsabilidade presididos por Josep Puig i Cadafalch. Ele também foi membro do conselho da Fund Credit Communal.
Com a liquidação das instituições pela ditadura de Miguel Primo de Rivera (1923–30), Irla concentrou-se em seus negócios enquanto mantinha alguma atividade política. Ele sempre manteve uma certa atividade política dentro do pequeno escopo de ação daquele período.

## Segunda República Espanhola

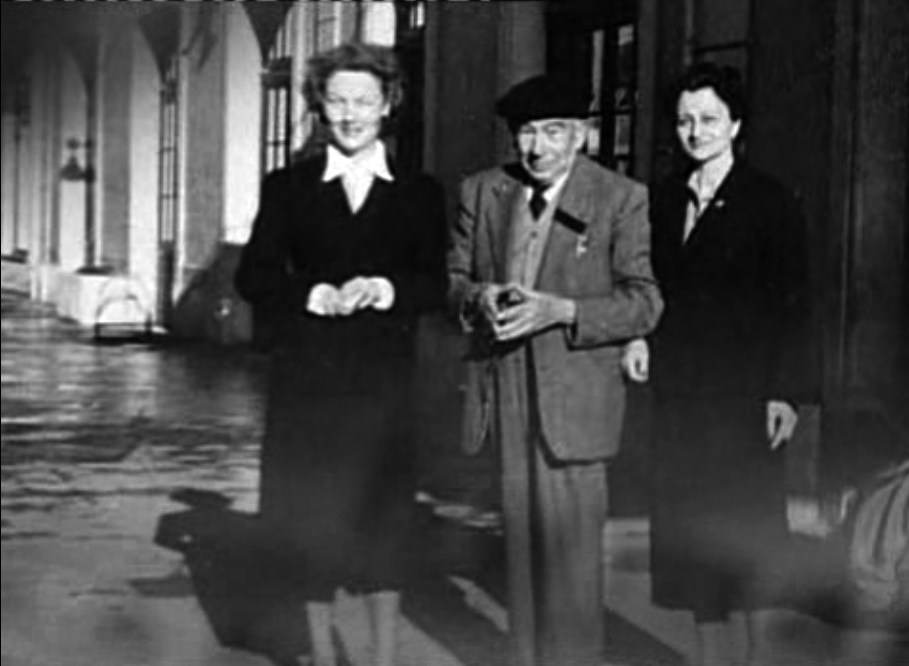
Josep Irla i Bosch com suas duas afilhadas, Lola Aymerich à sua esquerda e Conceição Pijoan (Ción) à sua direita, ano aproximado de 1953

Após a derrota da ditadura, com a proclamação da República, foi nomeado membro do Comitê Provincial Provincial de Girona. Imediatamente depois que o presidente catalão Francesc Macià o nomeou Comissário Delegado do Governo da Generalitat em Girona. Nessa posição, ele favoreceu a educação e a cultura, especialmente os setores populares, promoveu o uso do idioma catalão nas administrações, renovou ações para a restauração de monumentos arqueológicos, interessou-se pelo trabalho social e desenvolveu obras públicas, baixos custo, mas alto impacto em grandes seções da população.
Nas eleições para o governo da província de Catalunha, foi criada uma organização para preparar e aprovar um projeto de estatuto para a autonomia da Catalunha. Irla e Lluís Companys foram escolhidas vice-presidentes. Irla estava envolvida na criação do projeto de estatuto de autonomia conhecido como Estatuto da Núria. Em 9 de setembro de 1932, o Estatuto da Catalunha foi aprovado definitivamente. No início de 1932, ele criou e dirigiu o Partido Republicano Federal do Baix Empordà, um grupo de condados criado basicamente para formalizar um compromisso coletivo com a Esquerda Republicana da Catalunha, o que ele fez no Primeiro Congresso Nacional. desta formação política.
Nas eleições do Parlamento da Catalunha, em 20 de novembro de 1932, chefiou a candidatura da Esquerda Republicana da Catalunha na província de Girona. A vitória foi total e proporcional, ele foi o candidato com mais votos na Catalunha. Durante todo o período republicano, ele ocupou vários cargos de responsabilidade dentro do Governo da Catalunha, fato que demonstra sua eficiência e confiança organizacional que deram ao presidente Francesc Macià e Lluís Companys.
Ele foi nomeado Diretor Geral do Interior durante a administração do Presidente  Macià, mas um agravamento da asma que ele sofreu impediu que ele assumisse o cargo e foi substituído após alguns dias por Joan Selves. Agora restaurado, foi nomeado Diretor Geral da Indústria (1933), sob o Ministério da Indústria e Comércio da  governo republicano espanhol, nos dois governos sucessivos liderados por Manuel Azaña e Alejandro Lerroux, foi demitido após a ascensão ao poder do presidente Diego Martinez Barrio. No verão de 1933, ingressou no Departamento de Bem-Estar Social, tornando-se Diretor Geral do Departamento de Bem-Estar Social. Nesse cargo, dirigiu projetos para o tratamento de pacientes em risco de exclusão social, prevenção de riscos na infância ou atendimento a aposentados sem recursos. Os eventos de outubro de 1934, com a suspensão do Estatuto e a prisão de todos os membros do governo catalão, suspenderam sua ação política pelo próximo ano e meio.
Em 1936, com a restauração do governo da Catalunha, ele recuperou seu lugar como diretor geral. No entanto, o início da Guerra Civil Espanhola voltou a dificultar sua atividade política, assumindo a liderança do conselho do Hospital Geral da Catalunha. Com sucessivas reformas no governo, ele permaneceu no cargo, mas renunciou antes da nomeação de Antonio García como diretor, representante da Confederação Nacional do Trabalho (CNT). Logo depois, em outubro de 1936, ele foi nomeado subsecretário do Ministério da Cultura, um cargo recém-criado, com Ventura Gassol como conselheiro, mas coincidindo com a fuga desse conselheiro da Catalunha, para o perigo de ser vítima. de um ataque. Portanto, Josep teve que expandir seu papel e trabalhou para o funcionamento das escolas e a preservação do patrimônio arqueológico e artístico da Catalunha. Em janeiro de 1937, logo após o Presidente Josep Tarradellas publicar os decretos que buscavam controlar e fornecer padrões para todo o sistema financeiro da Catalunha, ele foi nomeado Diretor Geral de Patrimônio e Receita, uma posição muito complexa criada em período político excepcionalíssimo.

## Presidente do Parlamento da Catalunha
Em 1 de outubro de 1938, com parte do território catalão ocupado pelas tropas Nacionalistas e uma derrota iminente, ele concordou em se tornar presidente do Parlamento catalão. Em sua posse na presidência, ele disse: "Nós éramos, somos e queremos republicanos e catalães, porque somos liberais, porque é um sentimento de nossa alma que nos levou a sentir e conhecer as necessidades de nosso povo".

## Exílio

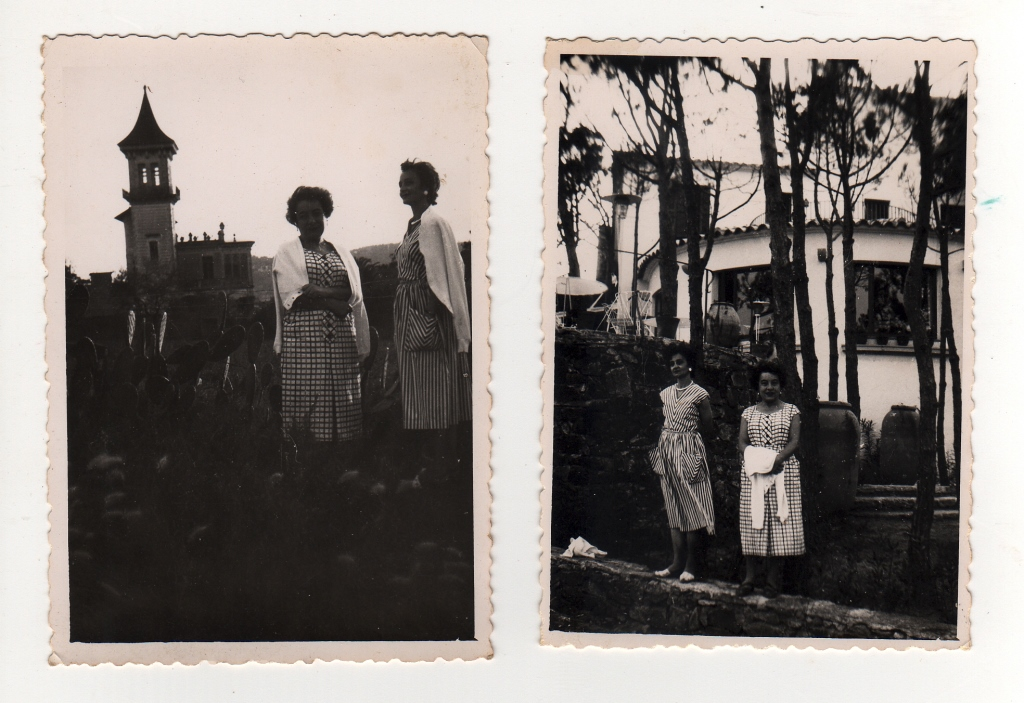
Villa Catalonia residência no exílio do presidente Josep Irla, com sua afilhada Lola Aymerich e uma sobrinha, possivelmente Montserrat.

Em 28 de janeiro de 1939, Josep Irla, Presidente do Parlamento Catalão, iniciou seu exílio. Com 62 anos, viajou para o território francês com sua esposa, sua filha (Concepción Pijoan), seu irmão Francis e sua cunhada Maria Duran, suas sobrinhas e a esposa de seu irmão Nicholas. Todas as suas propriedades em Sant Feliu de Guixols foram confiscadas pelas autoridades fascistas. Ele viveu por um tempo em Le Boulou (Roussillon) e depois se estabeleceu em Céret Ceret, em Vallespir, onde buscou seu sustento dedicado ao que fazia de melhor: a indústria da cortiça. Em 1940, ele foi preso pelas autoridades francesas Vichy e confinado em Le Mans, onde ele poderia escapar e retornar a Céret. Com a execução de Lluis Companys, em 15 de outubro de 1940, ele se recusou a viajar para a América e tornou-se, automaticamente, presidente da Generalitat of Catalonia, de acordo com o Estatuto do Interior da Catalunha. Ele era o único presidente moderno que não colocaria os pés no Palácio da Generalitat. Depois, mudou-se para Cogolin, onde retomou a fabricação de rolhas de cortiça, uma atividade que fornecia os recursos necessários para sobreviver.

## Presidência da Catalunha no Exílio
Os primeiros anos de mandato foram marcados por um contexto muito adverso, com muitas limitações de desempenho mínimo, resultantes da Segunda Guerra Mundial em andamento, o problema dos refugiados catalães e o perigo permanente para quem permaneceu em território francês, juntamente com a diminuição dos recursos econômicos.
Escondido, ele manteve contatos com catalães espalhados por toda a França. Após a Segunda Guerra Mundial, ele estabeleceu um Conselho Consultivo da Presidência da Generalitat, com a intenção de preparar as estruturas para um futuro governo catalão. O conselho incluiu Carles Pi i Sunyer, Pompeu Fabra, Antoni Rovira i Virgili, Josep Carner Joan Comorera,  Manuel Serra e Moret e Pau Padro.
Durante seu governo, ele preparou o retorno do governo à Catalunha, manteve relações com os catalães que viviam na Espanha, preocupou-se com a situação dos exilados catalães fora da Espanha, mantendo sempre viva a vontade democrática da Catalunha, defendendo a Catalunha e a internacional relatando a situação da repressão fascista na Espanha.
Nesse sentido, em 1946, ele dirigiu um memorando às Nações Unidas, no qual, depois de expor a realidade histórica da Catalunha, denunciou as ações do  caudilho  Franco contra a autonomia , cultura e economia da Catalunha, pedindo às Nações Unidas que condenem a Espanha franquista e reconheçam os danos causados à Catalunha. Ele obteve uma frágil condenação internacional que não se referia à legalidade republicana esmagada pelo levante militar, nem fez qualquer referência à repressão da Catalunha. No entanto, a discordância entre os catalães que viviam no exílio que esperavam que o fim da Segunda Guerra Mundial significasse o fim da Espanha franquista, transformou em crise seu governo em 1947 e ele se dissolveu no ano seguinte. Naquele momento, ele disse: "O trabalho do governo não pode sofrer nenhuma interrupção e continuará sendo exercido com o espírito patriótico de sempre". Desde então, a representação institucional da Generalidade foi personalizada em seu presidente.

## Morte e legado
Josep Irla morreu em 19 de setembro de 1958, pouco antes de completar 84 anos, em Saint-Raphaël. Em 1981, seus restos mortais foram transferidos para Barcelona e recebidos solenemente pelos presidentes Jordi Pujol e Heribert Barrera. Ser comemorado um funeral estadual na cidade de Sant Feliu de Guixols. Josep Irla tinha um rosto duro e não era um grande orador nem um personagem carismático, mas era um gerente político e eficiente, que conectou setores importantes da sociedade catalã na época (ele venceu todas as eleições que apresentou) e mantém a continuidade do processo. Instituições catalãs em um momento de grande adversidade. Hoje, a fundação que leva seu nome se comprometeu a homenagear o presidente e manter seu legado ideológico.